# The Call of the Wretched Sea
The Call of the Wretched Sea (englisch für Der Ruf der elendigen See) ist das Debütalbum der deutschen Funeral-Doom-Band Ahab und erschien am 10. Oktober 2006. Die Musikrichtung des Albums wird als Funeral Doom angesehen.
Das Konzeptalbum basiert auf dem Roman Moby-Dick von Herman Melville und thematisiert die Jagd von Kapitän Ahab auf den weißen Pottwal. Die Lieder werden zum Teil aus der Ich-Perspektive und zum Teil von einem unbekannten Beobachter wiedergegeben. Auch einzelne Samples finden Anwendung. Die Texte wurden von Christian Hector geschrieben, und beinhalten Zitate aus dem Buch. Produziert wurde das Album von Stephan Adolph. Das Artwork stammt von Kinuko Y. Craft.

## Titelliste
| # | Titel                               | Länge | Songwriter                       |
| - | ----------------------------------- | ----- | -------------------------------- |
| 1 | Below the Sun                       | 11:45 | Daniel Droste & Christian Hector |
| 2 | The Pacific                         | 10:07 | Daniel Droste & Christian Hector |
| 3 | Old Thunder                         | 9:54  | Daniel Droste & Christian Hector |
| 4 | Of the Monstrous Pictures of Whales | 1:46  | Daniel Droste & Christian Hector |
| 5 | The Sermon                          | 12:36 | Ahab                             |
| 6 | The Hunt                            | 11:13 | Daniel Droste & Christian Hector |
| 7 | Ahab’s Oath                         | 10:11 | Daniel Droste & Christian Hector |

## Veröffentlichungen
Das Album wurde mehrmals veröffentlicht:
- 2006 als CD über Napalm Records in Österreich und Russland[1]
- 2006 als Promo-CD über Napalm Records in Deutschland[1]
- 2007 als limitierte Doppel-LP über Deviant Records in Deutschland[1]
- 2012 als limitierte Doppel-LP über Napalm Records in Deutschland[1]

Die Auflage von Deviant Records bestand dabei aus 500 Kopien, davon 100 in Grün, 100 in Rot und 300 in Schwarz.

## Rezeption
Michaela Putz vom E-Magazin laut.de vergab 3 von 5 Punkten und beschreibt das Album als „lähmend“, „düster“ und „fatalistisch“. Die Instrumente, der Gesang und die Chöre „sorgen für die passende Atmosphäre“ und „lassen die Geschichte realer erscheinen“, die Songs seien passend dazu „schleppend und zäh“.
Powermetal.de beschreibt das Album als „Finster, bedrohlich, dramatisch und tragisch“, mit „langsamen, beschwörenden Rhythmen und einer alles andere als lebensbejahenden Atmosphäre“. Das Album sei „alleine atmosphärisch betrachtet ein echter Leckerbissen für die Doom-Gemeinde“ und „die Tracks für sich gesehen allesamt sehr eindrucksvoll“. Kritisiert wird die mangelnde Abwechslung. So sei „die Herangehensweise bei fast allen sieben überlangen Kompositionen gleich“.
Auf metal.de heißt es, der „zähe, finstere Sound setzt die Szenerie auf dem düsteren Meer passend in Szene“. Die Band sei „relativ eingängig“ und stehe „Bands wie SHAPE OF DESPAIR oder SKEPTICISM stilistisch näher […] als traditionelleren Formationen wie THERGOTHON oder UNHOLY“.
Das Online-Magazin Stormbringer.at urteilt indes negativer und vergab nur 2,5 von 5 möglichen Punkten. Zwar heißt es, dass „Schlagzeug, tiefe Gitarren und äußerst brutale Vocals es ohne Probleme fertig bringen, eine unangenehme und bedrohliche Atmosphäre zu schaffen“, aber man hätte „länger an den Liedern feilen sollen“. Die Stimme sei „mit zahlreichen Effekten verschlimmbessert“ und die „ultra-tief gegrunzten Vocals zerstören mehr, als sie gut machen“. So sei das Album „ein sperriges, schwer zugängliches Werk für Funeral Doom-Puristen“.